# Coleophora acuminatoides
Coleophora acuminatoides é uma espécie de mariposa do gênero Coleophora pertencente à família Coleophoridae.